# Litoral (Guiné Equatorial)
Litoral é uma província da Guiné Equatorial. Sua capital é a cidade de Bata. Está situada na parte oeste da região do Rio Muni (parte continental do país).

## Geografia
Litoral possui área total de 6.665 km².
O principal rio da província é o Rio Benito (ou Mbini), que atravessa a província de leste para oeste e deságua no Oceano Atlântico, junto a cidade de Mbini.

### Limites
- Camarões, província Sud, ao norte;
- Golfo da Guiné, a oeste;
- Província Centro Sur, a leste;
- Gabão, província Estuaire, ao sul.

### Clima
A temperatura média anual se encontra em torno de 25 °C e o clima da região apresenta duas duas estações secas: a primera entre dezembro e meados de fevereiro e a segunda,e mais importante, de julho a setembro. Igualmente podemos encontrar duas estações chuvosas: uma entre março e junho e outra de setembro a novembro.

## Demografia
De acordo com o censo de 2001, a população da província era de 298.414 habitantes, 148.870 homens e 149.544 mulheres, com uma densidade demográfica de 44,77 hab./km². A população urbana era de 146.352 habitantes (49%) e a rural de 152.062 (51%).
Evolução da população da província:
| Censos | População |
| ------ | --------- |
| 1983   | 66.750    |
| 1994   | 100.047   |
| 2001   | 298.414   |

## Distritos
A província está subdividida em 7 distritos:
| Distritos | 2001    | 2001    | 2001     | Urbana | Urbana   | Rural  | Rural    |
| Distritos | Total   | homens  | mulheres | homens | mulheres | homens | mulheres |
| --------- | ------- | ------- | -------- | ------ | -------- | ------ | -------- |
| Litoral   | 298.414 | 148.870 | 149.544  | 73.409 | 72.943   | 75.461 | 76.601   |
| Bata      | 230.282 | 115.077 | 115.205  | 66.343 | 65.892   | 48.734 | 49.313   |
| Machinda  | 9.387   | 4.583   | 4.804    | 1.152  | 1.288    | 3.431  | 3.516    |
| Rio Campo | 4.595   | 2.216   | 2.379    | 481    | 450      | 1.735  | 1.929    |
| Cogo      | 23.121  | 11.615  | 11.506   | 1.981  | 1.971    | 9.634  | 9.535    |
| Corisco   | 2.443   | 1.179   | 1.264    | 1.046  | 1.094    | 133    | 170      |
| Mbini     | 20.295  | 9.843   | 10.452   | 1.779  | 1.642    | 8.064  | 8.810    |
| Bitica    | 8.291   | 4.357   | 3.934    | 627    | 606      | 3.730  | 3.328    |